# Lövsångaren 3

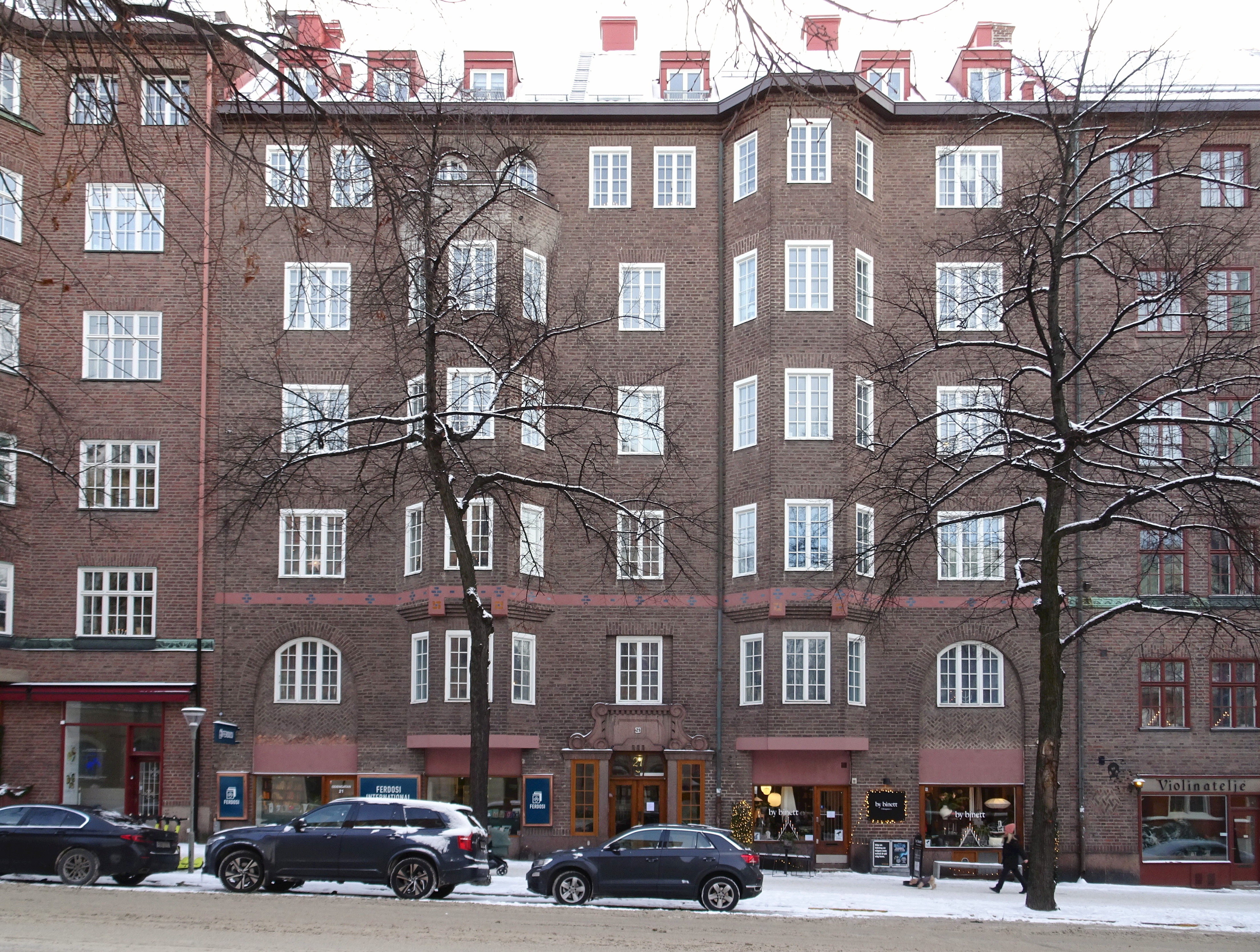
Lövsångaren 3, Odengatan 21, december 2022.

Lövsångaren 3 är en kulturhistoriskt värdefull bostadsfastighet i kvarteret Lövsångaren belägen vid hörnet Odengatan 21 (före detta 17) i Lärkstaden på Östermalm i Stockholm. Byggnaden uppfördes 1912–1913 av byggmästaren Ernst Lundberg efter ritningar av arkitektkontoret Höög & Morssing. Fastigheten är grönmärkt av Stadsmuseet i Stockholm, det innebär "särskilt värdefull från historisk, kulturhistorisk, miljömässig eller konstnärlig synpunkt". Lövsångaren 3 ingår i ett område av Riksintresse för kulturmiljövården.

## Historik

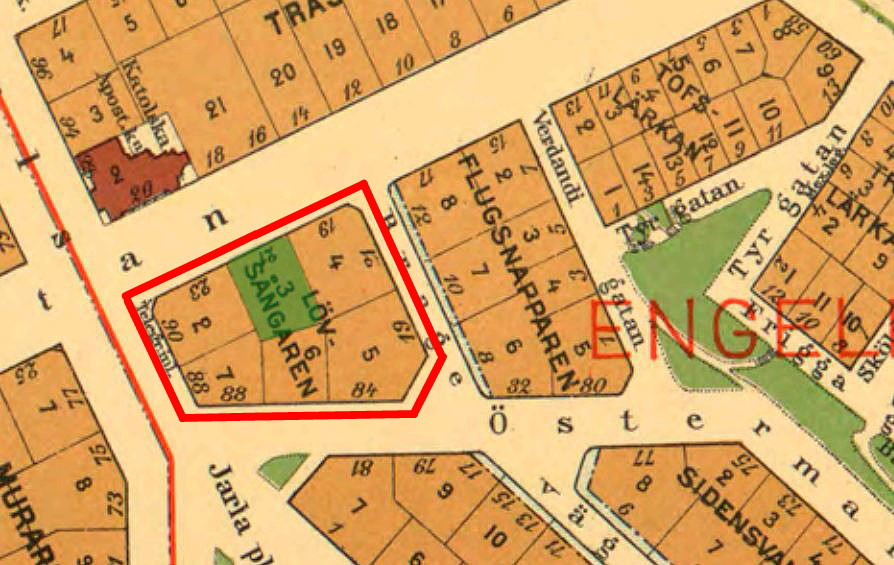
Lövsångaren 3 (grön), 1930.

En första översiktsplan (dåvarande generalplan) för området kring dagens Lövsångaren presenterades av beredningsutskottet redan 1878. Stadsplanearkitekten Per Olof Hallman bearbetade 1902 denna generalplan och anpassade den till områdets topografiska förhållanden.  Lövsångaren och Lärkstadens kvarter i söder och öster bildades 1908 i samband med en stadsplan för Eriksbergsområdet med omgivning som upprättats av stadsingenjören Gustaf von Segebaden. 
År 1911 började Stockholms stad försäljning av byggtomter i det nybildade kvarteret Löfsångaren. För fastigheten Lövsångaren 3 avsattes en areal om 721,9 kvadratmeter och såldes 1912 med äganderätt (”å fri och egen grund” står det på tomtkartan) till arkitektkontoret Höög & Morssing. Därmed ägde kontoret tillsammans med Lövsångaren 3 fyra av kvarterets sex fastigheter (nr 2, 3, 4 och 5), alltså hela raden mot Odengatan och Bragevägen. 
Beställare och byggmästare för Lövsångaren 3 var Ernst Lundberg. För den arkitektoniska utformningen stod Höög & Morssing och för konstruktionerna ansvarade Skånska Cementgjuteriet och Looström & Gelin. Bygglov beviljades 1912 och slutbesiktningen ägde rum 1913.
Efter husets färdigställande sålde Lundberg fastigheten omedelbart vidare till en J. Stålhand. Därefter byttes ägare i rask takt. På 1970-talet uppger Stadsmuseet Livförsäkrings AB Skandia som ägare. Idag (2022) innehas Lövsångaren 3 av bostadsrättsföreningen Lövsångaren 3 som bildades 1986. Föreningen äger byggnadens 19 lägenheter och står också som hyresvärd för husets kommersiella lokaler.

### Arkitektritningar från 1912 och 1913

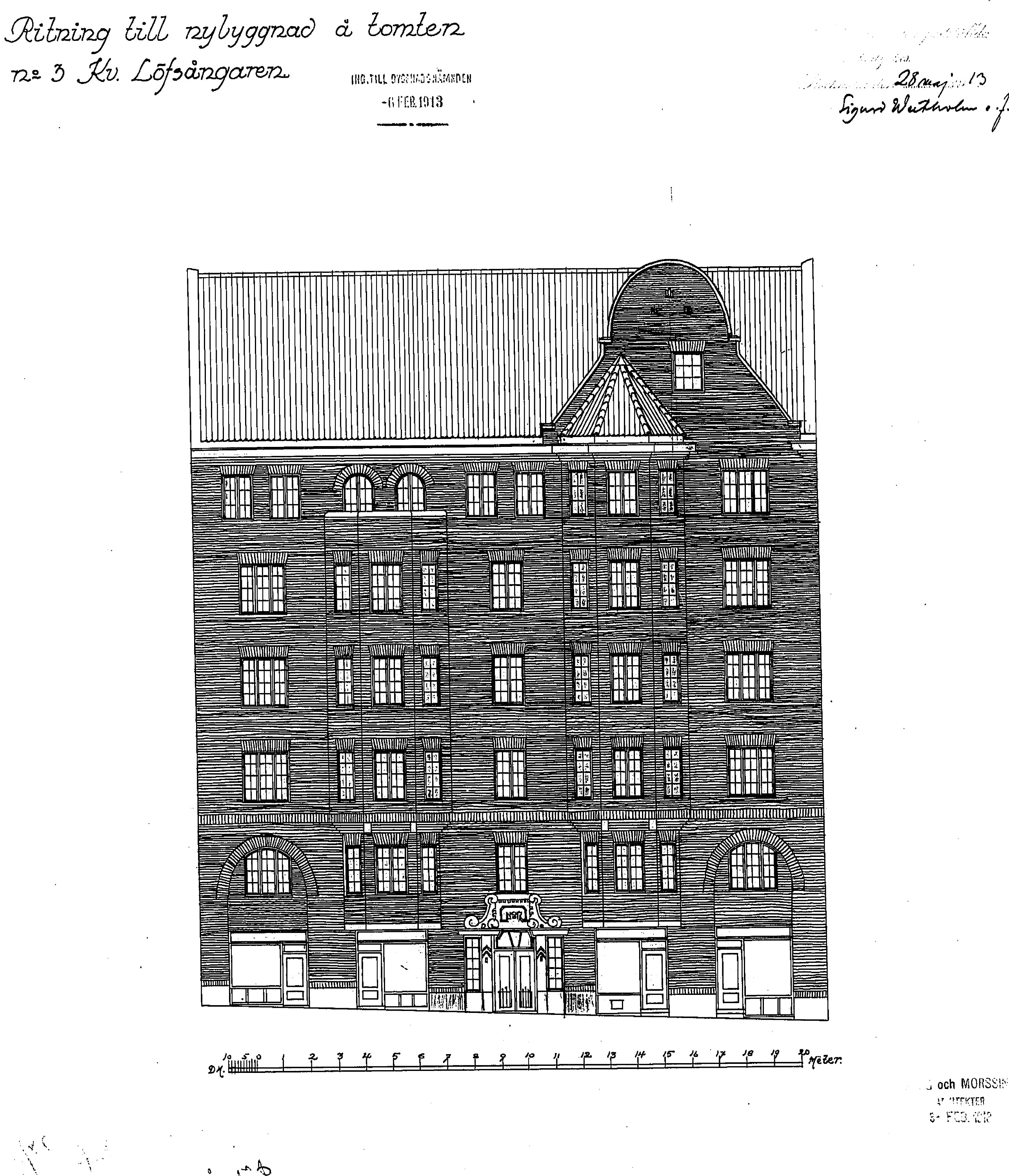
Fasad mot Odengatan (med volutgavel).
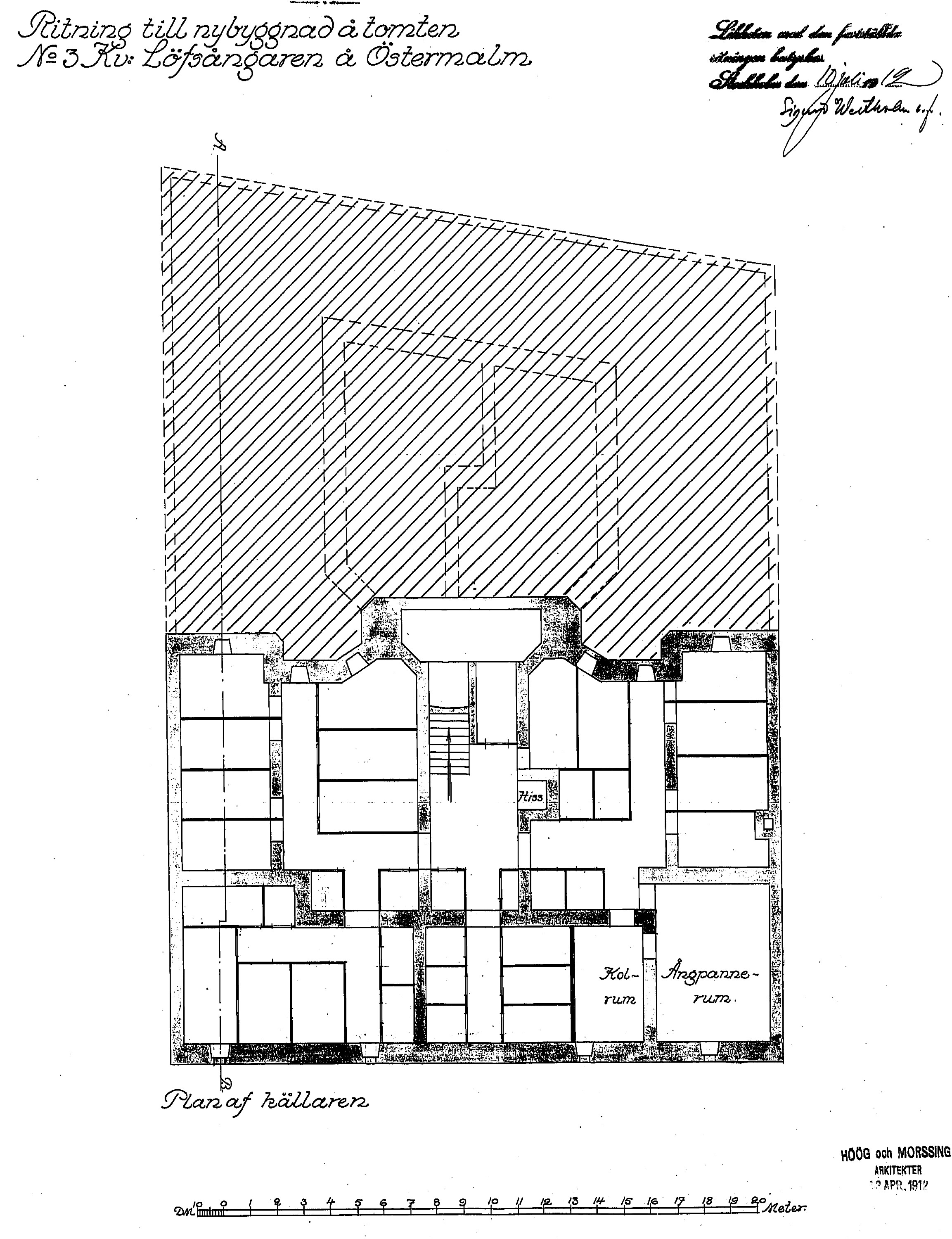
Källarvåning.
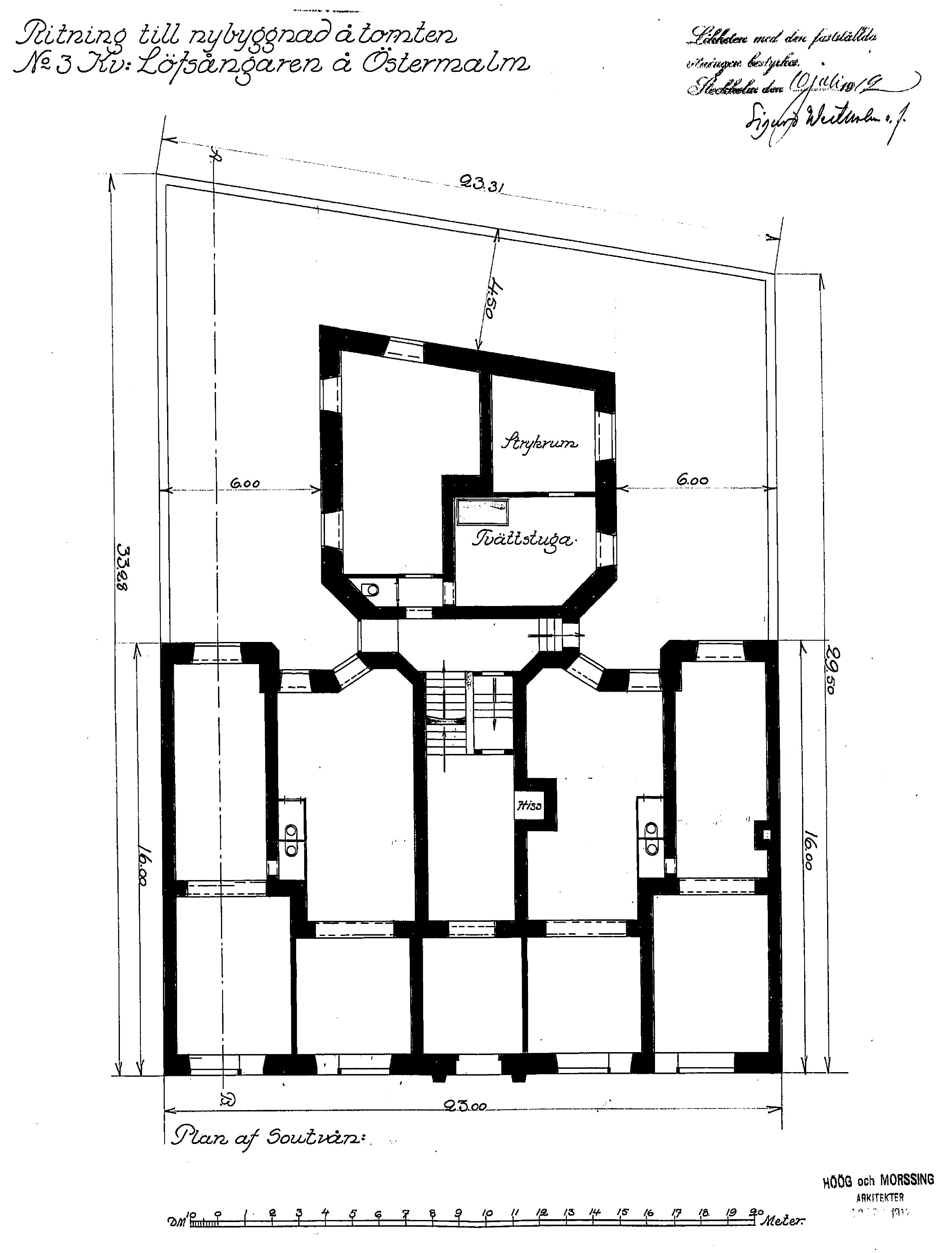
Butiksplan.
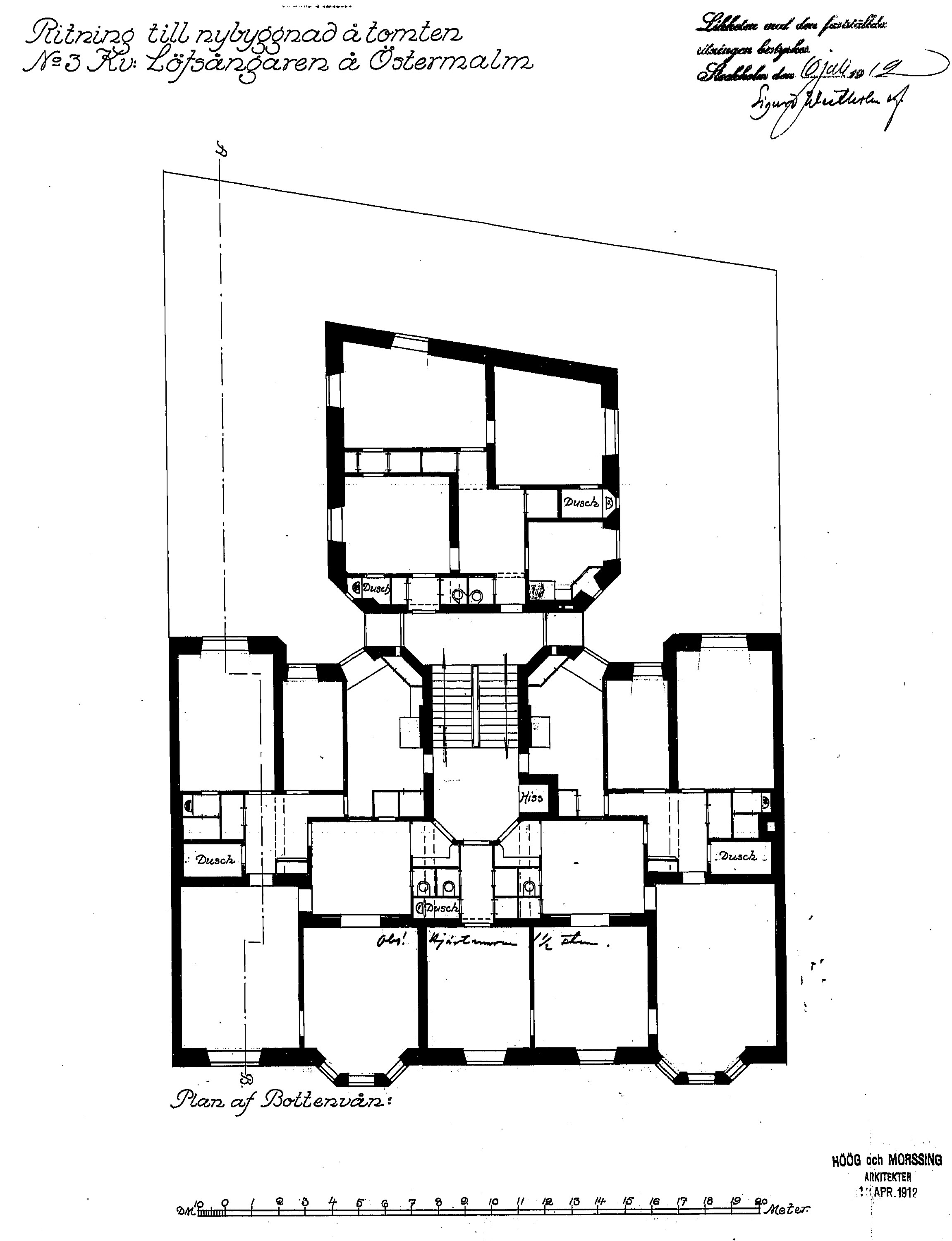
Plan vån 1 tr.
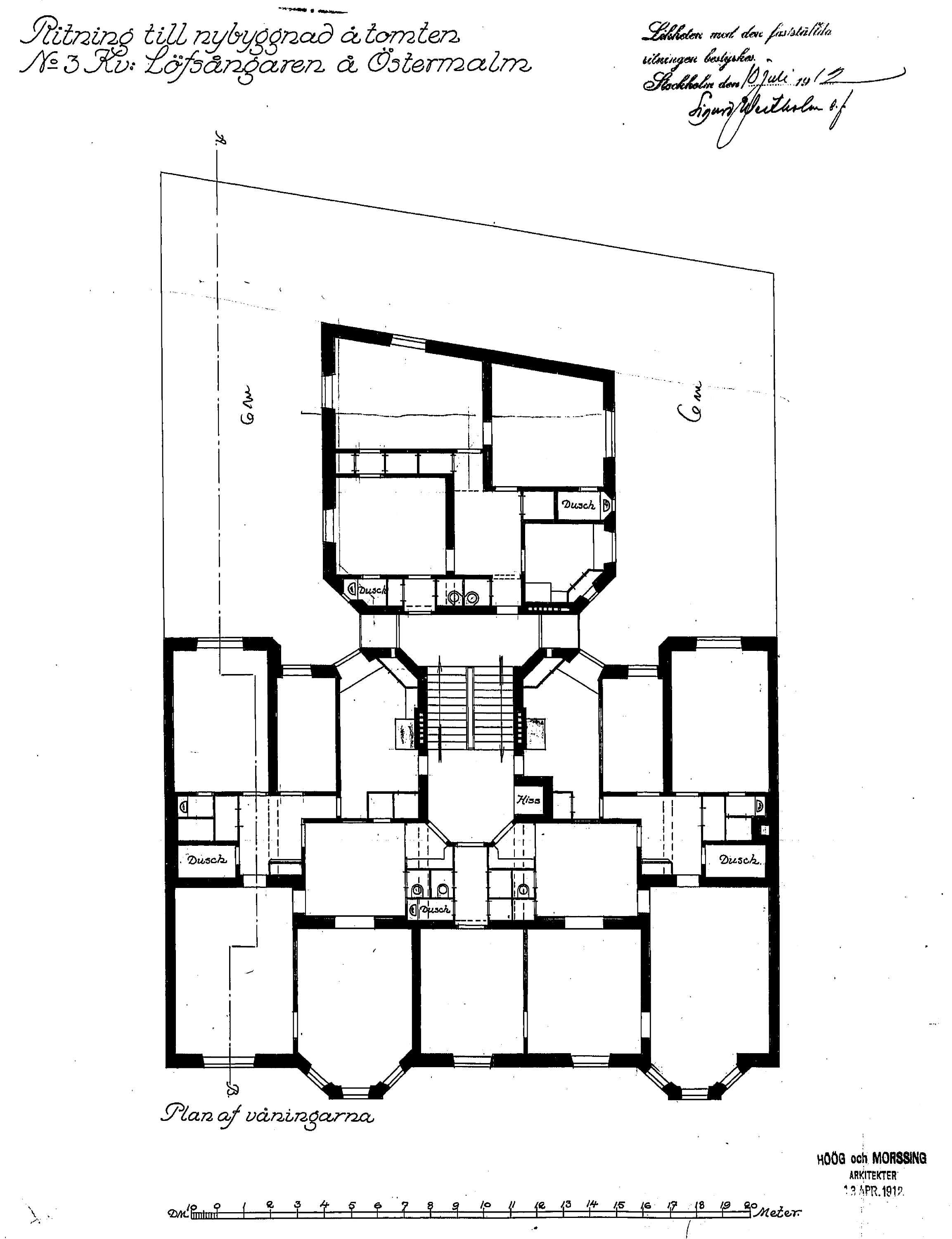
Våningsplaner 2-5 tr.
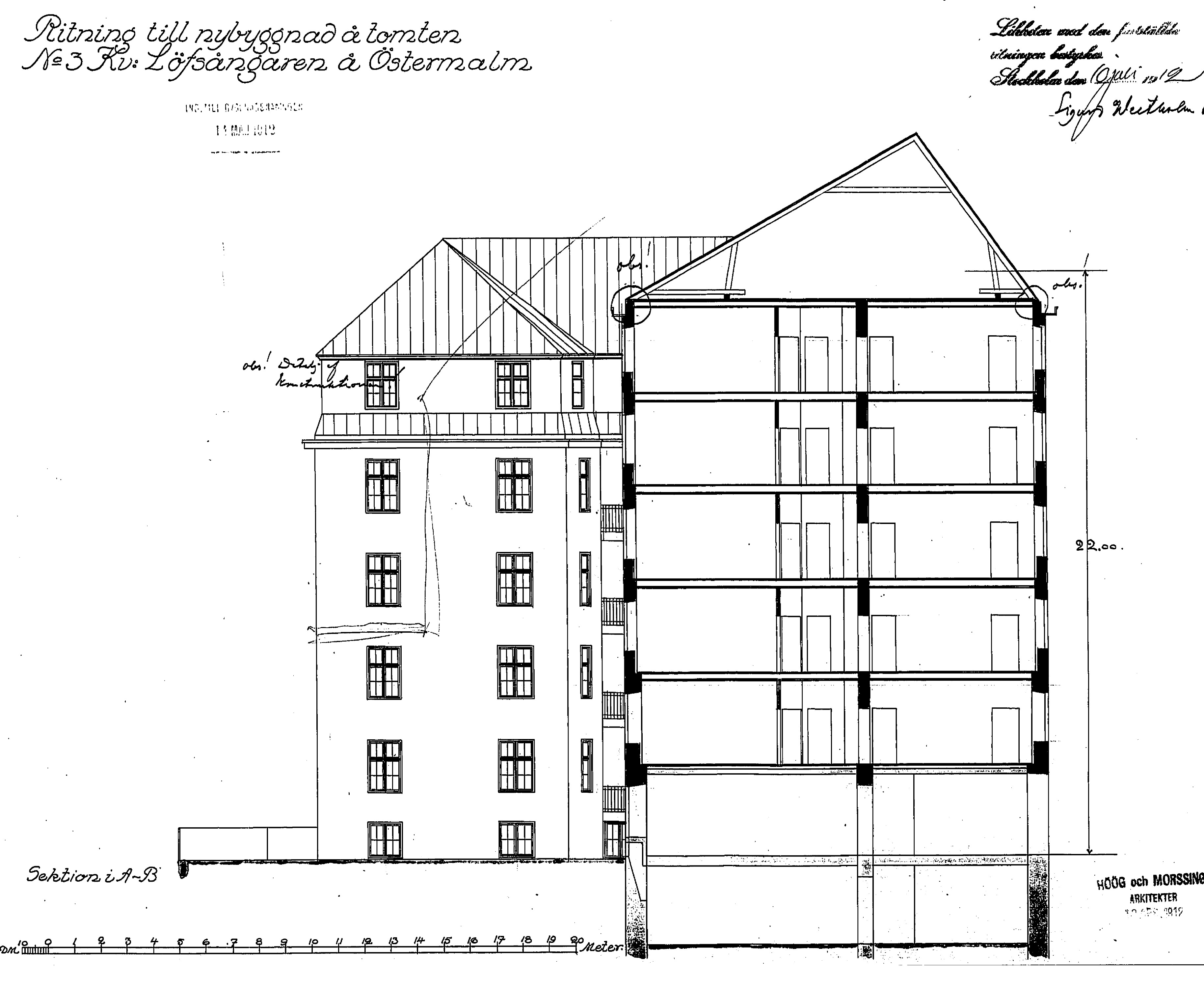
Sektion.

## Byggnadsbeskrivning

### Exteriör

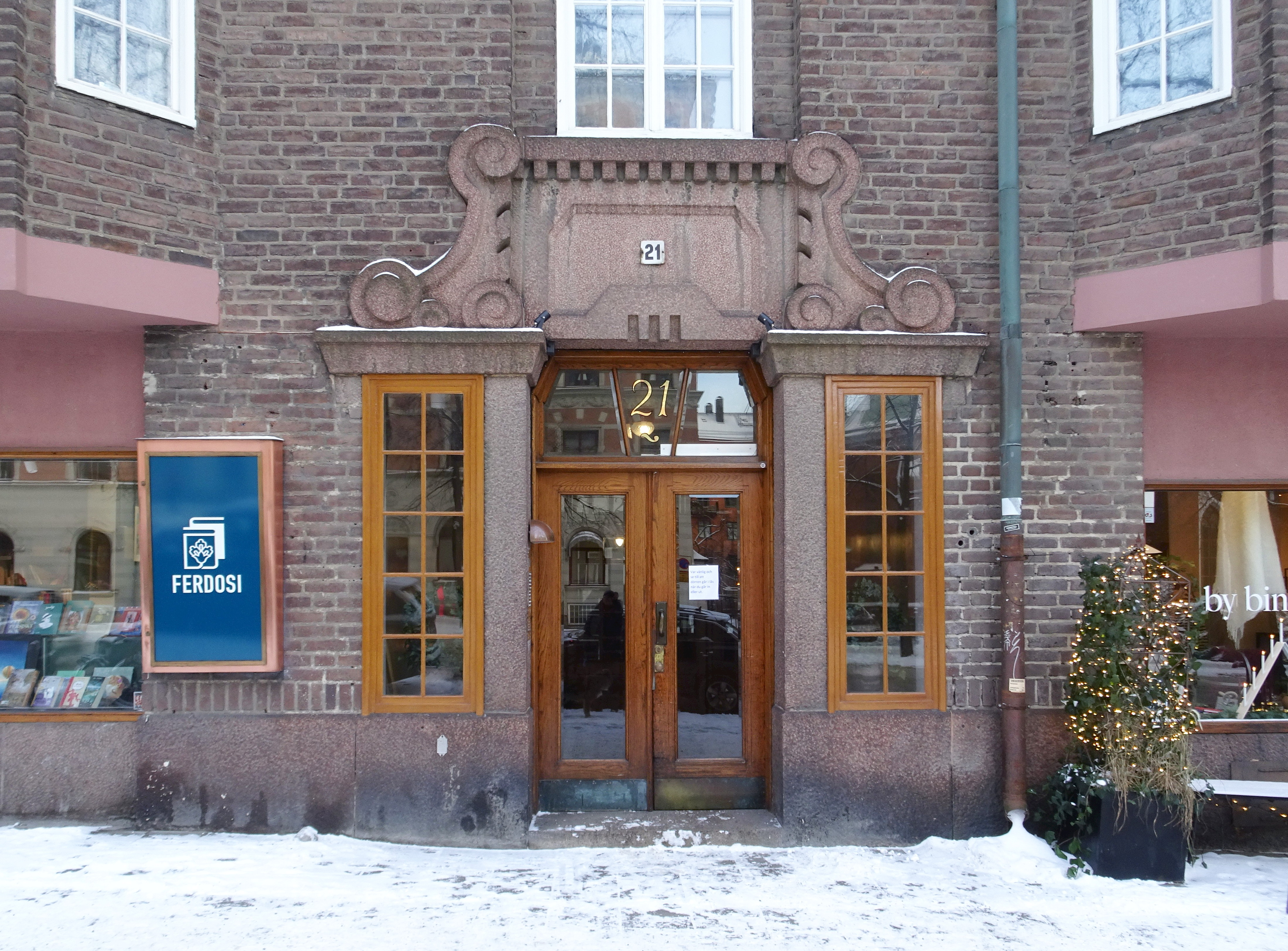
Entréportalen.

Byggnaden uppfördes i sex våningar samt källare där bottenvåningen kom att innehålla butikslokaler. I en av butikerna låg på 1920-talet Hulda Hanssons kött- och fläskaffär. Vinden var till en början oinredd. In mot bakgården sträcker sig en något lägre gårdsflygel i fem våningar och utan källare. 
Gatufasaderna restes i rött fogstruket (ut till fasadlivet fyllda tegelfogar) Helsingborgstegel. Val av rött tegel var ett krav från byggnadsnämnden som därmed ville anknyta till Engelbrektskyrkans fasadmaterial. Mot Odengatan märks två burspråk där den östra kröns av en balkong i höjd med översta våningen och den västra drogs upp till takfoten. Längs med fasaden, i höjd med våning en trappa, löper ett horisontalt slätputsat band med enkla tegeldekorationer i blått och gult. Som brukligt utfördes gårdsfasaderna enklare och putsades. Av Höög & Morssings fasadritningar från 1912 och 1913 framgår en hög volutgavel som skulle smycka husets västra del. Den kom inte till utförande.

### Interiör

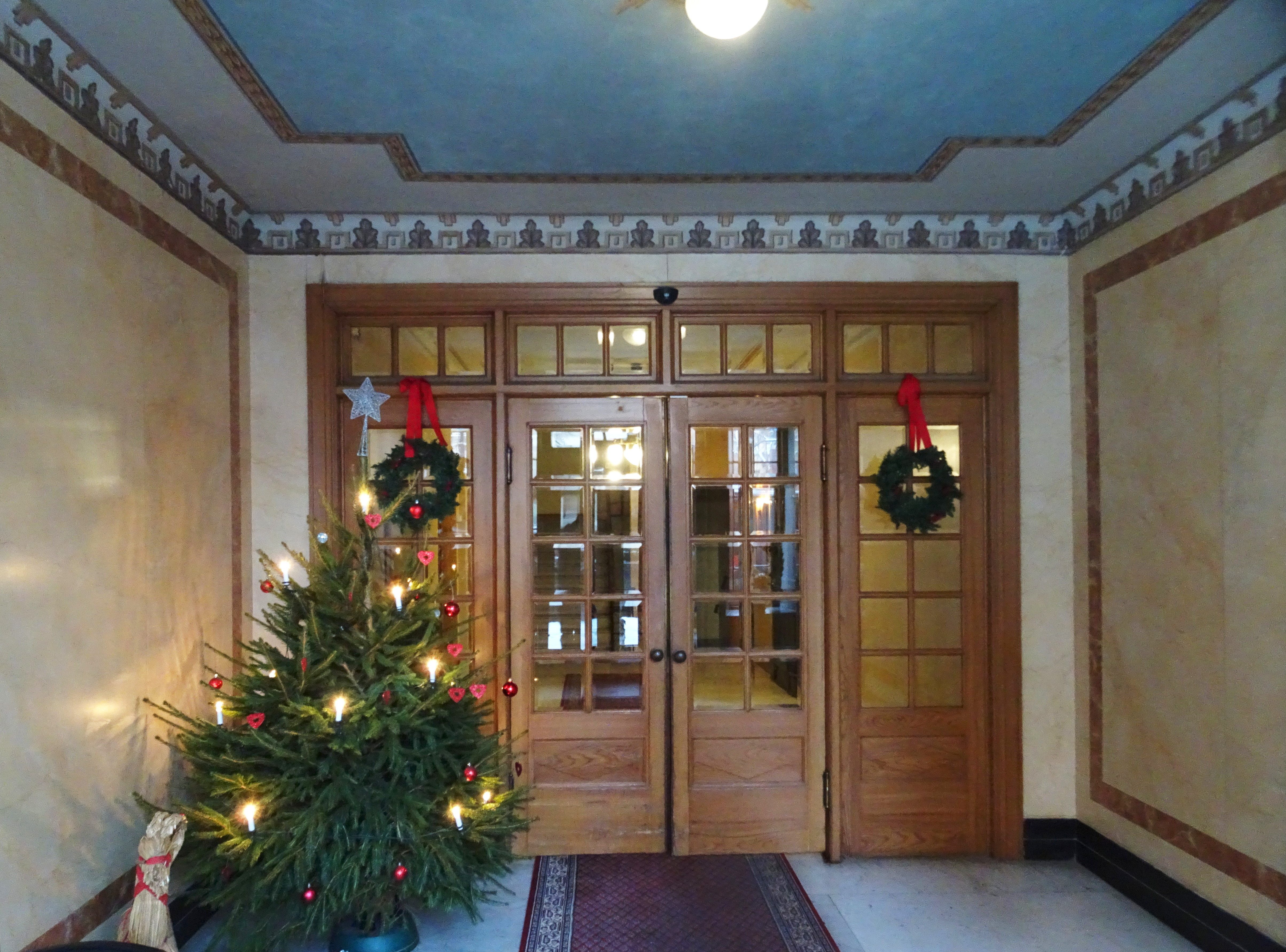
Entréhallen.

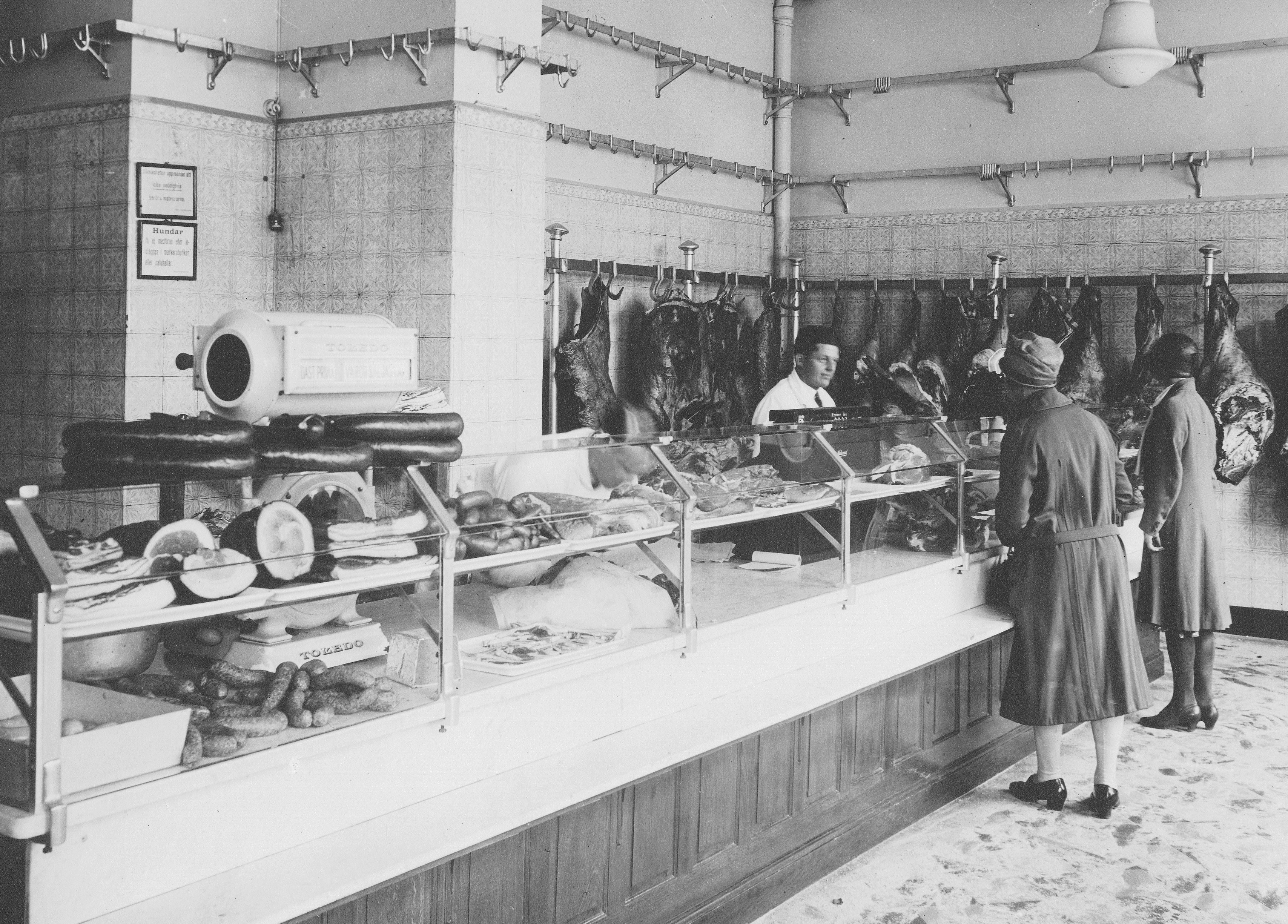
Hulda Hanssons slakteribod.

Entréportalen består av granit och gestaltades monumentalt i nybarockens stil, alltsammans inramat av volutformer, tandsnittlist och pilastermotiv. Själva porten är glasad och har ett glasat och spröjsat överljusfönster samt flankeras av två avlånga sidofönster. I entréhallen ligger ett vitt marmorgolv. Väggarna är idag marmoreringsmålade i gul kulör inom brun ram (tidigare vitmålade). I takvinkeln finns dekormålning visande en ekbladslist. Taket är fältindelat i blått, brunt och ockra. Mellandörrpartiet är glasat och spröjsat och har sido- och överljusfönster. 
Höög & Morssing gav gathuset en symmetrisk uppbyggnad med två spegelvänd identiska delar till höger och vänster om det centralt placerade trapphuset. I den högra (västra) delen rymdes på våningsplanerna en lägenhet om fem rum och kök och i den vänstra en om fyra rum och kök. I bottenplanet inreddes fyra butiker och i källaren fanns plats för värmepanna och hyresgästernas lägenhetsförråd. Gårdsflygeln, som nåddes från huvudtrappans halvplan, inhyste tvättstuga och ett rum för portvakten på bottenvåningen samt en lägenhet om tre rum och kök på varje våningsplan. Standarden var enkel jämfört med andra samtida flerbostadshus i Lärkstaden, exempelvis fanns bara duschar i lägenheterna. Köksdelen med serveringsgång och jungfrukammare nåddes via egen ingång från huvudtrappan varför speciella kökstrappor saknas.
De av Stadsmuseet i samband med byggnadsinventeringen (1973–1983) besökta lägenheterna bevarade ursprunglig inredning som fiskbensmönstrad parkett, glasade och spröjsade pardörrar, skåpinredning i serveringsgång och halvmoderna kök. Enligt Stadsmuseet gestaltad i ”tämligen ordinär och något utslätad 1910-talsstil”.  Sedan dess har lägenheterna renoverats och moderniserats. En större förändring skedde på 2000-talet när vinden inreddes med två etagelägenheter.